# Акты Московского государства 1553 года
Царствование: 1533—1584 — Иван IV Васильевич Грозный

## Акты Московского государства 1553 года
- Февраль — царская грамота казанскому воеводе князю Горбатому Александру Борисовичу о дозволении собирать в Казани на Троице-Сергиев монастырь пошлину с клеймением нагайских лошадей.
- 22 февраля — жалованная кормленная грамота царя Ивана Васильевича князю Козловскому Ивану Семёновичу на волость Арбужевесь в Пошехонье с пятном под Шершиным Ширяем.
- Март — царская жалованная грамота Арским князьям Деветьяровым Ивану и Матвею на бобровые реки и озёра в Вятском уезде.
- 25 апреля — ввозная грамота дьяков Сыркова Фёдора Дмитриевича и Горина Дмитрия Фомича Ковезину Борису Третьякову на поместье его брата Ковезина Нечая деревни Байково, Шолпово и Межники в Высоцком погосте Шелонской пятины.
- 6 октября — жалованная кормленная грамота царя Ивана Васильевича Садыковым Бреху и Ивану Константиновичам на поворотное 7063 (1554/55) и 7064 (155/56) в Ярославле под Доможировым Шихом.
- 8 октября — жалованная данная (поместная) и не судимая грамота царя Ивана Васильевича Садыковым Бреху и Ивану Константиновичам с племянником Садыковым Григорием Фёдоровичем на погибших под Казанью братьев Фёдора, Никиты и Василия Садыковых жеребьи сельца Хохлово с деревнями и починками в волости Теребетово Зубцовского уезда.
- 13 декабря — жалованная кормленная грамота царя Ивана Васильевича Болотникову Лобану Фёдоровичу на поворотное 7062 (1553/54) в Торжке под Деглиным Фёдором.
- 18 декабря — докладная грамота на холопство Новикова Никона и его сына Фёдора.